# Rio Grande do Piauí
Rio Grande do Piauí é um município brasileiro do estado do Piauí.

## História
Por volta de 1905, com a chegada do paraibano Virgulino Geremias Coelho ao lugar, começou a se formar o pequeno vilarejo, cujo nome, também por influência do morador pioneiro, se chamava Rio Grande. Repousado as margens da grande lagoa formada pelas águas do rio Itaueira, que logo passará a chamar-se Lagoa São Francisco, o povoado de Rio Grande se constituiu e fez da exploração agricultura a sua base econômica.
No ano de 1934 o povoado já passava a ser formado por um pequeno núcleo urbano e algumas instituições sociais, tais como Igreja e Escola, passando desde então a buscar sua emancipação política. Em 1961 o povoado alcança sua independência política com a formação do emergente município de nome Rio Grande do Piauí, instituído pela Lei Estadual nº. 2110, de 12 de junho de 1962, desmembrando-se do município de Itaueira.